# Serie A
Serie A (phát âm tiếng Ý: [ˈsɛːrje ˈa]), tên chính thức là Serie A Enilive tại Ý và Serie A Made in Italy ở nước ngoài vì lý do tài trợ, là giải đấu chuyên nghiệp dành cho các câu lạc bộ bóng đá đứng đầu hệ thống giải bóng đá Ý. Đội chiến thắng được trao Coppa Campioni d'Italia (Cúp vô địch Ý) và huy hiệu Scudetto (chiếc khiên), mà họ có thể trang trí trên áo đấu trong mùa giải sau chiến thắng. Giải đã hoạt động theo thể thức một giải đấu vòng tròn tính điểm trong hơn chín mươi năm kể từ mùa giải 1929–30. Giải ban đầu được tổ chức bởi Direttorio Divisioni Superiori cho đến năm 1943 và Lega Calcio cho đến năm 2010, khi Lega Serie A được thành lập cho mùa giải 2010–11. Serie A được coi là một trong những giải bóng đá hay nhất thế giới và nó thường được mô tả là giải đấu vô địch quốc gia có tính chiến thuật và phòng ngự chắc chắn nhất. Serie A được xếp hạng là giải đấu quốc gia tốt nhất thế giới vào năm 2023 theo IFFHS, và được xếp hạng thứ hai trong số các giải đấu châu Âu theo hệ số giải đấu của UEFA – sau Premier League, và trên La Liga, Bundesliga và Ligue 1 – dựa trên hiệu suất của các câu lạc bộ Ý tại Champions League và Europa League trong 5 năm trước đó. Serie A dẫn đầu bảng xếp hạng của UEFA từ 1986 đến 1988 và từ 1990 đến 1999.
Ở thể thức hiện tại, Giải vô địch bóng đá Ý đã được sửa đổi từ các vòng khu vực và liên khu vực thành giải đấu một hạng từ mùa giải 1929–30 trở đi. Các danh hiệu vô địch giành được trước năm 1929 được FIGC chính thức công nhận và có cùng thứ bậc với các danh hiệu được trao sau đó. Tuy nhiên ở mùa giải 1945–46, khi thể thức thi đấu vòng tròn một lượt bị đình chỉ và giải đấu được diễn ra ở hai nhóm địa lý do sự tàn phá của Thế chiến thứ hai, danh hiệu vô địch không được tính về mặt thống kê, ngay cả khi danh hiệu của nó hoàn toàn chính thức.
Giải đấu có ba câu lạc bộ nổi tiếng nhất thế giới là Juventus, AC Milan và Inter Milan, tất cả đều là thành viên sáng lập của G-14, một nhóm đại diện cho các câu lạc bộ bóng đá lớn nhất và uy tín nhất châu Âu từ năm 2000 đến 2008, trong đó hai câu lạc bộ đầu tiên cũng là thành viên sáng lập của tổ chức kế tiếp của nó, Hiệp hội các Câu lạc bộ Châu Âu (ECA). Nhiều cầu thủ đã giành được giải thưởng Ballon d'Or (Quả bóng vàng châu Âu) khi chơi ở một câu lạc bộ Serie A hơn bất kỳ giải đấu nào trên thế giới ngoài La Liga của Tây Ban Nha, mặc dù La Liga có tổng số người chiến thắng Ballon d'Or cao nhất. Juventus, câu lạc bộ thành công nhất của Ý trong thế kỷ 20 và đội Ý giành nhiều danh hiệu nhất, đứng thứ sáu ở châu Âu và thứ mười hai trên thế giới với nhiều danh hiệu quốc tế chính thức nhất với mười một danh hiệu. Trước trận chung kết Europa Conference League đầu tiên vào năm 2022, đây cũng là đội duy nhất trên thế giới vô địch tất cả năm giải đấu liên đoàn chính thức trong lịch sử, thành tích đạt được sau chiến thắng tại Cúp Liên lục địa năm 1985 và được xác nhận lại sau khi giành chức vô địch lần thứ sáu giải đấu, UEFA Intertoto Cup, mười bốn năm sau. Milan là câu lạc bộ đứng thứ ba trong danh sách về số danh hiệu quốc tế chính thức giành được với mười chín danh hiệu. Inter, sau thành tích của họ trong mùa giải 2009–10, đã trở thành đội bóng Ý đầu tiên, và duy nhất cho tới bây giờ đạt được cú ăn ba trong một mùa giải. Đây cũng là đội đã thi đấu liên tục trong thời gian dài nhất ở giải đấu hàng đầu của bóng đá Ý, ra mắt vào năm 1909, mà chưa xuống hạng lần nào. Tất cả các câu lạc bộ này, cùng với Lazio, Fiorentina, Roma và Napoli, được ví là "bảy chị em" (sette sorelle) của bóng đá Ý trong những năm 90 của thế ký 20.
Serie A là một trong những giải đấu bóng đá lâu đời nhất trên thế giới. Trong số 100 cầu thủ vĩ đại nhất lịch sử do tạp chí FourFourTwo bình chọn năm 2017, có 42 cầu thủ từng chơi ở Serie A, nhiều hơn bất kỳ giải đấu nào khác trên thế giới. Juventus là đội sản sinh ra nhiều nhà vô địch FIFA World Cup nhất (27), cùng với Inter (20), Roma (16) và Milan (10), lần lượt đứng thứ ba, thứ tư và thứ chín trong bảng xếp hạng đó.

## Lịch sử
Serie A, với mô hình tổ chức như ngày nay, bắt đầu trong mùa giải 1929–30. Từ năm 1898 đến năm 1922, giải đấu được tổ chức thành các nhóm khu vực. Vì ngày càng có nhiều đội tham dự các giải vô địch khu vực, Liên đoàn bóng đá Ý (FIGC) đã tách CCI (Italian Football Confederation) ra vào năm 1921, thành lập Lega Nord (Liên đoàn bóng đá miền Bắc) tại Milan, tiền thân của Lega Serie A ngày nay. Khi các đội CCI gia nhập lại, FIGC đã tạo ra hai bộ phận liên khu vực đổi tên Khu vực thành Hạng đấu và chia các khu vực FIGC thành hai giải đấu bắc-nam. Năm 1926, do khủng hoảng nội bộ và áp lực phát xít, FIGC đã thay đổi quy định nội bộ, bổ sung các đội miền Nam vào giải đấu quốc gia, cuối cùng dẫn đến dàn xếp ở mùa giải 1929–30.
Danh hiệu vô địch Serie A thường được gọi là scudetto ("chiếc khiên nhỏ") bởi vì kể từ mùa giải 1923–24, đội chiến thắng sẽ mang một huy hiệu nhỏ với ba màu quốc kỳ Ý trên áo đấu của họ trong mùa giải tiếp theo. Câu lạc bộ thành công nhất là Juventus với 36 chức vô địch, tiếp theo là Inter Milan với 20 chức vô địch và AC Milan 19 chức vô địch. Từ mùa giải 2004–05 trở đi, một chiếc cúp thực sự đã được trao cho câu lạc bộ trên sân sau lượt trận cuối cùng của mùa giải. Chiếc cúp, được gọi là Coppa Campioni d'Italia, đã chính thức được sử dụng kể từ mùa giải 1960–61, nhưng từ năm 1961 đến 2004 đã được giao cho các câu lạc bộ chiến thắng tại trụ sở chính của Lega Nazionale Professionisti.
Vào tháng 4 năm 2009, Serie A tuyên bố tách khỏi Serie B. Mười chín trong số hai mươi câu lạc bộ đã bỏ phiếu ủng hộ động thái này trong một cuộc tranh cãi về bản quyền truyền hình; đội bị đe dọa xuống hạng Lecce đã bỏ phiếu chống lại quyết định này. Maurizio Beretta, cựu chủ tịch hiệp hội sử dụng lao động của Ý, trở thành chủ tịch của liên đoàn mới.
Vào tháng 4 năm 2016, có thông báo rằng Serie A đã được lựa chọn bởi Ủy ban Bóng đá Quốc tế để kiểm tra các lần phát lại video, ban đầu là bí mật cho mùa giải 2016–17, cho phép chúng trở thành giai đoạn thử nghiệm trực tiếp, với hỗ trợ phát lại được triển khai trong mùa giải 2017–18. Về quyết định này, Chủ tịch FIGC Carlo Tavecchio cho biết, "Chúng tôi là một trong những người đầu tiên ủng hộ việc sử dụng công nghệ trên sân cỏ và chúng tôi tin rằng chúng tôi có mọi thứ cần thiết để đóng góp cho thử nghiệm quan trọng này".
Serie A sẽ tiếp tục thể thức 20 câu lạc bộ sau khi mười sáu câu lạc bộ bỏ phiếu chống lại việc giảm giải đấu xuống còn 18 đội vào tháng 2 năm 2024.

## Thể thức
Trong phần lớn lịch sử của Serie A, có 16 hoặc 18 câu lạc bộ thi đấu ở cấp độ cao nhất. Tuy nhiên, kể từ 2004–05, nâng lên tổng cộng 20 câu lạc bộ. Một mùa giải (1947–48) diễn ra với 21 đội vì lý do chính trị, sau những căng thẳng sau chiến tranh với Nam Tư. Dưới đây là danh sách về số đội đã chơi trong mỗi mùa giải trong suốt lịch sử của giải đấu;
- 18 câu lạc bộ: 1929–1934
- 16 câu lạc bộ: 1934–1943
- 20 câu lạc bộ: 1946–1947
- 21 câu lạc bộ: 1947–1948
- 20 câu lạc bộ: 1948–1952
- 18 câu lạc bộ: 1952–1967
- 16 câu lạc bộ: 1967–1988
- 18 câu lạc bộ: 1988–2004
- 20 câu lạc bộ: 2004–nay

Huy hiệu Scudetto

Trong mùa giải kéo dài từ tháng 8 đến tháng 5, mỗi câu lạc bộ đấu với các đội khác hai lần; một lần trên sân nhà và một lần trên sân khách, tổng cộng 38 trận cho mỗi đội vào cuối mùa giải. Do đó, trong bóng đá Ý, thể thức vòng tròn tính điểm thực sự được sử dụng. Trong nửa đầu của mùa giải, được gọi là "andata", mỗi đội đấu một lần với mỗi đối thủ trong giải đấu, tổng cộng 19 trận. Trong nửa sau của mùa giải, được gọi là "ritorno", các đội chơi 19 trận khác, một lần nữa với mỗi đối thủ, trong đó các trận sân nhà và sân khách được đảo ngược. Hai nửa của mùa giải có thứ tự lịch thi đấu hoàn toàn giống nhau cho đến mùa giải 2021–22, khi lịch bất đối xứng được giới thiệu, dựa theo thể thức giải đấu của Anh, Tây Ban Nha, và Pháp. Kể từ mùa giải 1994–95, các đội được ba điểm cho một trận thắng, một điểm cho một trận hòa và không có điểm nào cho một trận thua. Trước đó, các đội được hai điểm nếu thắng, một điểm nếu hòa và không có điểm nào nếu thua. Ba đội có vị trí thấp nhất vào cuối mùa giải sẽ xuống hạng Serie B, và ba đội Serie B được thăng hạng để thay thế họ cho mùa giải tiếp theo.

### Vòng loại cúp châu Âu
Tính đến năm 2022, Serie A được xếp hạng là giải đấu tốt thứ tư theo hệ số UEFA, do đó, bốn đội đứng đầu tại Serie A sẽ giành quyền vào thẳng vòng đấu hạng UEFA Champions League. Đội xếp thứ năm, cùng với đội vô địch Coppa Italia (nếu đội vô địch Coppa Italia đứng ngoài top năm) hoặc đội xếp thứ sáu (nếu đội vô địch Coppa Italia nằm trong top năm), đủ điều kiện tham gia vòng đấu hạng UEFA Europa League. Câu lạc bộ xếp thứ sáu hoặc thứ bảy, tùy thuộc vào vị trí ở Seria A của đội vô địch Coppa Italia, sẽ tham gia vòng loại cuối cùng của UEFA Conference League.

### Quy tắc xếp hạng

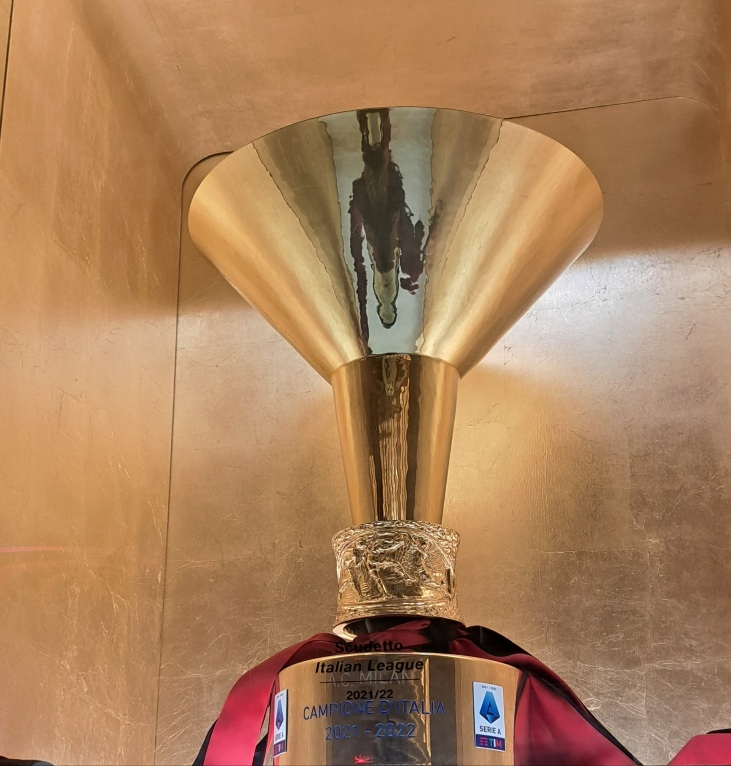
Cúp vô địch Serie A.

Nếu sau tất cả 38 trận của mùa giải mà có hai đội bằng điểm nhau ở vị trí đầu tiên hoặc vị trí thứ 17, vị trí an toàn cuối cùng, thì đội giành scudetto hoặc ở lại vị trí thứ 17 sẽ được phân định bằng một trận play-off một lượt kéo dài 90 phút và loạt luân lưu (không có hiệp phụ), được tổ chức tại một địa điểm trung lập, với đội chủ nhà được quyết định bởi các tiêu chí được liệt kê bên dưới. Nếu có ít nhất ba đội bằng điểm nhau cho một trong những vị trí đó, thì hai đội chơi trong trận đấu sẽ được quyết định bằng một bảng nhỏ giữa các đội liên quan bằng cách sử dụng các quy tắc bên dưới:
1. Điểm đối đầu
2. Hiệu số bàn thắng bại đối đầu
3. Hiệu số bàn thắng bại chung cuộc
4. Số bàn thắng ghi được cao hơn
5. Trận play-off tại một địa điểm trung lập nếu có liên quan đến việc quyết định suất tham dự Châu Âu hoặc xuống hạng; nếu không thì tung đồng xu.[34]

Trong khoảng thời gian từ 2006–07 đến 2021–22, tiebreak hiện được sử dụng cho tất cả các vị trí để quyết định người chiến thắng scudetto nếu cần, mặc dù điều này không xảy ra. Trước 2005–06, một trận play-off sẽ ngay lập tức được sử dụng nếu các đội hòa nhau ở vị trí đầu tiên, một suất tham dự vòng loại châu Âu hoặc một suất xuống hạng. Trong một số năm trước, trận loại trực tiếp là một trận đấu đơn tại một địa điểm trung lập trong khi ở những năm khác, đó là một trận đấu hai lượt được quyết định bởi tỷ số chung cuộc. Một trận đấu loại trực tiếp chưa bao giờ cần thiết kể từ khi thể thức tiebreak thay đổi.
Lần duy nhất một trận đấu loại trực tiếp được sử dụng để quyết định nhà vô địch diễn ra ở mùa giải 1963–64 khi Bologna và Inter đều kết thúc với 54 điểm. Bologna đã giành chiến thắng trong trận play-off 2–0 tại sân vận động Olimpico ở Roma để giành scudetto. Các trận đấu play-off được sử dụng nhiều lần để quyết định suất tham dự giải đấu châu Âu (gần đây nhất là ở mùa giải 1999–2000) và xuống hạng (gần đây nhất là ở 2004–05).

## Các câu lạc bộ
Trước năm 1929, nhiều câu lạc bộ đã thi đấu ở cấp độ cao nhất của bóng đá Ý vì các vòng đấu trước đó được thi đấu cho đến năm 1922 trên cơ sở khu vực và sau đó là liên khu vực cho đến năm 1929. Dưới đây là danh sách các câu lạc bộ Serie A đã từng tham gia giải đấu kể từ khi nó được tổ chức thành thể thức như hiện nay (tổng cộng 68 câu lạc bộ).

### Mùa giải 2024–25
20 câu lạc bộ sau đây đang thi đấu tại Serie A trong mùa giải 2024–25.
| Đội           | Địa điểm | Mùa giải 2023–24                        | Mùa giải đầu tiên tại Serie A (theo thể thức vòng tròn) | Số mùa giải Serie A (theo thể thức vòng tròn) | Mùa giải đầu tiên của giai đoạn hiện tại | Số mùa giải của giai đoạn hiện tại | Số danh hiệu Serie A (theo thể thức vòng tròn) | Số danh hiệu vô địch quốc gia | Danh hiệu gần nhất |
| ------------- | -------- | --------------------------------------- | ------------------------------------------------------- | --------------------------------------------- | ---------------------------------------- | ---------------------------------- | ---------------------------------------------- | ----------------------------- | ------------------ |
| Atalanta      | Bergamo  | thứ 4                                   | 1937–38                                                 | 64                                            | 2011–12                                  | 14                                 | 0                                              | 0                             | –                  |
| Bologna       | Bologna  | thứ 5                                   | 1929–30                                                 | 78                                            | 2015–16                                  | 10                                 | 5                                              | 7                             | 1963–64            |
| Cagliari      | Cagliari | thứ 16                                  | 1964–65                                                 | 44                                            | 2023–24                                  | 2                                  | 1                                              | 1                             | 1969–70            |
| Como          | Como     | á quân Serie B (thăng hạng)             | 1949–50                                                 | 14                                            | 2024–25                                  | 1                                  | 0                                              | 0                             | –                  |
| Empoli        | Empoli   | thứ 17                                  | 1986–87                                                 | 17                                            | 2021–22                                  | 4                                  | 0                                              | 0                             | –                  |
| Fiorentina    | Florence | thứ 8                                   | 1931–32                                                 | 87                                            | 2004–05                                  | 21                                 | 2                                              | 2                             | 1968–69            |
| Genoa         | Genoa    | thứ 11                                  | 1929–30                                                 | 57                                            | 2023–24                                  | 2                                  | 0                                              | 9                             | 1923–24            |
| Hellas Verona | Verona   | thứ 13                                  | 1957–58                                                 | 34                                            | 2019–20                                  | 6                                  | 1                                              | 1                             | 1984–85            |
| Inter Milan   | Milan    | vô địch                                 | 1929–30                                                 | 93                                            | 1929–30                                  | 93                                 | 18                                             | 20                            | 2023–24            |
| Juventus      | Turin    | thứ 3                                   | 1929–30                                                 | 92                                            | 2007–08                                  | 18                                 | 34                                             | 36                            | 2019–20            |
| Lazio         | Roma     | thứ 7                                   | 1929–30                                                 | 82                                            | 1988–89                                  | 37                                 | 2                                              | 2                             | 1999–00            |
| Lecce         | Lecce    | thứ 14                                  | 1985–86                                                 | 19                                            | 2022–23                                  | 3                                  | 0                                              | 0                             | –                  |
| AC Milan      | Milan    | á quân                                  | 1929–30                                                 | 91                                            | 1983–84                                  | 42                                 | 16                                             | 19                            | 2021–22            |
| Monza         | Monza    | thứ 12                                  | 2022–23                                                 | 3                                             | 2022–23                                  | 3                                  | 0                                              | 0                             | –                  |
| Napoli        | Napoli   | thứ 10                                  | 1929–30                                                 | 79                                            | 2007–08                                  | 18                                 | 3                                              | 3                             | 2022–23            |
| Parma         | Parma    | vô địch Serie B (thăng hạng)            | 1990–91                                                 | 28                                            | 2024–25                                  | 1                                  | 0                                              | 0                             | –                  |
| AS Roma       | Roma     | thứ 6                                   | 1929–30                                                 | 92                                            | 1952–53                                  | 73                                 | 3                                              | 3                             | 2000–01            |
| Torino        | Turin    | thứ 9                                   | 1929–30                                                 | 81                                            | 2012–13                                  | 13                                 | 6                                              | 7                             | 1975–76            |
| Udinese       | Udine    | thứ 15                                  | 1950–51                                                 | 52                                            | 1995–96                                  | 30                                 | 0                                              | 0                             | –                  |
| Venezia       | Venice   | thứ 3 Serie B (thăng hạng qua play-off) | 1939–40                                                 | 14                                            | 2024–25                                  | 1                                  | 0                                              | 0                             | –                  |

### Các mùa giải ở Serie A
Có 68 đội bóng đã tham dự 93 giải vô địch Serie A theo thể thức vòng tròn diễn ra từ mùa giải 1929–30 đến mùa giải 2024–25. Các đội in đậm hiện đang thi đấu tại Serie A. Trong ngoặc đơn là năm gần đây nhất tham gia ở cấp độ này. Inter Milan là đội duy nhất đã chơi ở Serie A trong mọi mùa giải.
- 93 mùa: Inter Milan (2025)
- 92 mùa: Juventus (2025), AS Roma (2025)
- 91 mùa: AC Milan (2025)
- 87 mùa: Fiorentina (2025)
- 82 mùa: Lazio (2025)
- 81 mùa: Torino (2025)
- 79 mùa: Napoli (2025)
- 78 mùa: Bologna (2025)
- 66 mùa: Sampdoria[35] (2023)
- 64 mùa: Atalanta (2025)
- 57 mùa: Genoa (2025)
- 52 mùa: Udinese (2025)
- 44 mùa: Cagliari (2025)
- 34 mùa: Hellas Verona (2025)
- 30 mùa: Vicenza (2001), Bari (2011)
- 29 mùa: Palermo (2017)
- 28 mùa: Parma (2025)
- 26 mùa: Triestina (1959)
- 23 mùa: Brescia (2020)
- 19 mùa: Lecce (2025), SPAL (2020)
- 18 mùa: Livorno (2014)
- 17 mùa: Catania (2014), Chievo (2019), Empoli (2025)
- 16 mùa: Padova (1996), Ascoli (2007)
- 14 mùa: Como (2025), Venezia (2025)
- 13 mùa: Alessandria (1960), Modena (2004), Perugia (2004), Novara (2012), Cesena (2015),
- 12 mùa: Pro Patria (1956)
- 11 mùa: Foggia (1995), Sassuolo (2024)
- 10 mùa: Avellino (1988)
- 9 mùa: Reggina (2009), Siena (2013)
- 8 mùa: Sampierdarenese[35] (1946), Lucchese (1952), Piacenza (2003), Cremonese (2023)
- 7 mùa: Mantova (1972), Varese (1975), Catanzaro (1983), Pisa (1991), Pescara (2017)
- 6 mùa: Pro Vercelli (1935)
- 5 mùa: Messina (2007), Salernitana (2024)
- 4 mùa: Casale (1934)
- 3 mùa: Frosinone (2024), Legnano (1954), Lecco (1967), Monza (2025), Reggiana (1997), Crotone (2021), Spezia (2023)
- 2 mùa: Ternana (1975), Ancona (2004), Benevento (2021)
- 1 mùa: Pistoiese (1981), Treviso (2006), Carpi (2016)

## Logo
Serie A có logo có nhà tài trợ Telecom Italia Mobile (TIM). Logo được giới thiệu vào năm 2010 đã có một thay đổi nhỏ vào năm 2016 do sự thay đổi logo của chính TIM. Vào tháng 8 năm 2018, một logo mới đã được công bố và một logo khác vào tháng 8 năm 2019.
Vào ngày 5 tháng 2, Serie A đã ký một thỏa thuận tài trợ mới với Eni, hay còn gọi là Enilive, để đảm nhận vai trò tài trợ chính của Serie A.

## Bản quyền truyền hình
Trước đây, các câu lạc bộ riêng lẻ thi đấu trong giải đấu có quyền bán quyền phát sóng của họ cho các kênh cụ thể trên khắp nước Ý, không giống như ở hầu hết các quốc gia châu Âu khác. Hiện tại, hai đài truyền hình ở Ý là đài truyền hình vệ tinh Sky Italia và nền tảng phát trực tuyến DAZN cho các mạng truyền hình trả tiền của riêng mình; RAI chỉ được phép phát các tin nổi bật (độc quyền từ 13:30 đến 22:30 CET).
Đây là danh sách bản quyền truyền hình ở Ý (kể từ mùa giải 2021–22):
- Sky Italia (3 trận mỗi tuần)
- DAZN (tất cả các trận đấu khác)
- OneFootball (highlights)

Kể từ mùa giải 2010–11, các câu lạc bộ Serie A đã thương lượng bản quyền truyền hình tập thể thay vì trên cơ sở cá nhân câu lạc bộ, trước đó đã từ bỏ thương lượng tập thể vào cuối mùa giải 1998–99.

### Đài phát thanh quốc tế
Vào những năm 1990, Serie A trở nên nổi tiếng nhất ở Vương quốc Anh khi nó được chiếu trên Football Italia trên Channel 4, mặc dù nó đã thực sự xuất hiện trên nhiều kênh của Vương quốc Anh hơn bất kỳ giải đấu nào khác, hiếm khi ở một vị trí lâu kể từ năm 2002. Serie A đã xuất hiện ở Vương quốc Anh trên The Sports Channel của BSB (1990–91), Sky Sports (1991–1992), Channel 4 (1992–2002), Eurosport (2002–2004), Setanta Sports and Bravo (2004–2007), Channel 5 (2007–2008), ESPN (2009–2013), Eleven Sports Network (2018), Premier, FreeSports (2019–2021) và hiện tại là BT Sport (2013–2018; 2021–nay).
Tại Hoa Kỳ, Serie A hiện được phát trên CBS Sports và mạng phát trực tuyến Paramount+ của họ. Trước năm 2021–22, nó được phát trên hệ thống mạng ESPN.

#### 2021–24
Đối với chu kỳ 21-24, Serie A đã bán quyền phát sóng quốc tế của mình cho công ty đại diện Infront (trừ Hoa Kỳ và MENA), công ty này chịu trách nhiệm đạt được thỏa thuận với các công ty quan tâm.

##### Châu Phi
| Quốc gia            | Đài truyền hình   |
| ------------------- | ----------------- |
| Châu Phi cận Sahara | SuperSport Canal+ |

##### Châu Mỹ
| Quốc gia       | Đài truyền hình |
| -------------- | --------------- |
| Brazil         | Paramount+      |
| Canada         | fubo TV, TLN    |
| Vùng Caribê    | ESPN            |
| Châu Mỹ Latinh | ESPN            |
| Hoa Kỳ         | Paramount+      |

##### Châu Á và châu Đại Dương
| Quốc gia           | Đài truyền hình         |
| ------------------ | ----------------------- |
| Tiểu lục địa Ấn Độ | Sports18                |
| Bangladesh         | Rabbithole              |
| Brunei             | beIN Sports             |
| Campuchia          | beIN Sports             |
| Đài Loan           | ELTA                    |
| Hàn Quốc           | SPOTV                   |
| Hồng Kông          | beIN Sports             |
| Indonesia          | beIN Sports             |
| Lào                | beIN Sports             |
| Ma Cao             | Macau Cable TV, M Plus  |
| Malaysia           | beIN Sports             |
| Maldives           | Ice Sports              |
| Mông Cổ            | SPS                     |
| New Zealand        | beIN Sports             |
| Nhật Bản           | DAZN                    |
| Philippines        | beIN Sports             |
| Singapore          | beIN Sports             |
| Tajikistan         | TV Varzish, TV Football |
| Thái Lan           | beIN Sports             |
| Trung Á            | Setanta Sports          |
| Trung Quốc         | CCTV, IQIYI, Migu       |
| Australia          | beIN Sports             |
| Uzbekistan         | Sport                   |
| Việt Nam           | VTVcab, HTV             |

##### Châu Âu
| Quốc gia             | Đài truyền hình                       |
| -------------------- | ------------------------------------- |
| Albania              | SuperSport, Tring Sport               |
| Andorra              | Movistar+                             |
| Áo                   | DAZN                                  |
| Armenia              | Setanta Sports Eurasia, Fast Sports   |
| Azerbaijan           | CBC Sport, Setanta Sports Eurasia     |
| Ba Lan               | Eleven Sports                         |
| Belarus              | Setanta Sports Eurasia                |
| Bỉ                   | DAZN, Play Sports                     |
| Bosna và Hercegovina | Arena Sport                           |
| Bồ Đào Nha           | Sport TV                              |
| Bulgaria             | Max Sport, Ring                       |
| Croatia              | Arena Sport                           |
| Đan Mạch             | TV 2 Sport                            |
| Đức                  | DAZN                                  |
| Estonia              | Setanta Sports Eurasia, Go3 Sport     |
| Gruzia               | Setanta Sports Eurasia                |
| Hà Lan               | Ziggo Sport                           |
| Hungary              | Sport1                                |
| Hy Lạp               | Cosmote Sport                         |
| Iceland              | Stöð 2 Sport                          |
| Ireland              | TNT Sports                            |
| Israel               | One                                   |
| Kosovo               | Artmotion                             |
| Latvia               | Setanta Sports Eurasia, Go3 Sport     |
| Liechtenstein        | Blue Sport, Sky Sport                 |
| Litva                | Setanta Sports Eurasia, Go3 Sport     |
| Luxembourg           | DAZN                                  |
| Bắc Macedonia        | Arena Sport                           |
| Malta                | Total Sports Network                  |
| Moldova              | Setanta Sports Eurasia                |
| Montenegro           | Arena Sport                           |
| Na Uy                | VG+                                   |
| Nga                  | Match TV                              |
| Pháp                 | beIN Sports                           |
| Phần Lan             | C More Sport                          |
| România              | Digi Sport, Orange Sport, Prima Sport |
| San Marino           | DAZN                                  |
| Cộng hòa Séc         | Nova Sport, Premier Sport             |
| Serbia               | Arena Sport                           |
| Síp                  | CYTA                                  |
| Slovakia             | Nova Sport, Premier Sport             |
| Slovenia             | Arena Sport                           |
| Tây Ban Nha          | Movistar+                             |
| Thổ Nhĩ Kỳ           | S Sport                               |
| Thụy Điển            | C More Sport                          |
| Thụy Sĩ              | Blue Sport, Sky Sport                 |
| Ukraina              | MEGOGO                                |
| Vương quốc Anh       | TNT Sports                            |

##### Trung Đông và Bắc Phi
| Quốc gia | Đài truyền hình            |
| -------- | -------------------------- |
| MENA     | Abu Dhabi Sports STARZPLAY |
| Israel   | ONE                        |

## Các đội vô địch
Mặc dù Serie A không được thành lập cho đến năm 1929–30, giải đấu này công nhận các câu lạc bộ đã được vinh danh là nhà vô địch Ý trước khi giải đấu được thành lập. Không có nhà vô địch nào được trao trong các mùa giải 1926–27 và 2004–05, sau khi Torino và Juventus bị tước danh hiệu do liên quan đến các vụ bê bối bóng đá.
Tên đậm là các câu lạc bộ đang thi đấu ở Serie A 2024–25.
| Câu lạc bộ             | Vô địch | Á quân | Mùa giải vô địch |
| ---------------------- | ------- | ------ | --- |
| Juventus Turin         | 36      | 21     | 1905, 1925–26, 1930–31, 1931–32, 1932–33, 1933–34, 1934–35, 1949–50, 1951–52, 1957–58, 1959–60, 1960–61, 1966–67, 1971–72, 1972–73, 1974–75, 1976–77, 1977–78, 1980–81, 1981–82, 1983–84, 1985–86, 1994–95, 1996–97, 1997–98, 2001–02, 2002–03, 2004–05, 2005–06 2011–12, 2012–13, 2013–14, 2014–15, 2015–16, 2016–17, 2017–18, 2018–19, 2019–20 |
| Inter Milan            | 20      | 16     | 1909–10, 1919–20, 1929–30, 1937–38, 1939–40, 1952–53, 1953–54, 1962–63, 1964–65, 1965–66, 1970–71, 1979–80, 1988–89, 2005–06, 2006–07, 2007–08, 2008–09, 2009–10, 2020–21, 2023–24 |
| AC Milan               | 19      | 17     | 1901, 1906, 1907, 1950–51, 1954–55, 1956–57, 1958–59, 1961–62, 1967–68, 1978–79, 1987–88, 1991–92, 1992–93, 1993–94, 1995–96, 1998–99, 2003–04, 2010–11, 2021–22 |
| Genoa CFC              | 9       | 4      | 1898, 1899, 1900, 1902, 1903, 1904, 1914–15, 1922–23, 1923–24 |
| Torino FC              | 7       | 8      | 1926–27, 1927–28, 1942–43, 1945–46, 1946–47, 1947–48, 1948–49, 1975–76 |
| Bologna FC 1909        | 7       | 4      | 1924–25, 1928–29, 1935–36, 1936–37, 1938–39, 1940–41, 1963–64 |
| F.C. Pro Vercelli 1892 | 7       | 1      | 1908, 1909, 1910–11, 1911–12, 1912–13, 1920–21, 1921–22 (CCI) |
| S.S.C. Napoli          | 4       | 8      | 1986–87, 1989–90, 2022–23, 2024-25 |
| A.S. Roma              | 3       | 14     | 1941–42, 1982–83, 2000–01 |
| S.S. Lazio             | 2       | 6      | 1973–74, 1999–2000 |
| ACF Fiorentina         | 2       | 5      | 1955–56, 1968–69 |
| Cagliari Calcio        | 1       | 1      | 1969–70 |
| Casale F.B.C.          | 1       | —      | 1913–14 |
| U.S.D. Novese          | 1       | —      | 1921–22 (FIGC) |
| Hellas Verona FC       | 1       | —      | 1984–85 |
| U.C. Sampdoria         | 1       | —      | 1990–91 |

- Một huân chương đã được trao cho Spezia vào năm 2002 bởi FIGC cho chức vô địch thời chiến 1944. Tuy nhiên, FIGC đã tuyên bố rằng nó không thể được coi là một scudetto.

### Theo thành phố
| Thành phố         | Số chức vô địch | Câu lạc bộ                      |
| ----------------- | --------------- | ------------------------------- |
| Turin             | 43              | Juventus (36), Torino (7)       |
| Milan             | 39              | Inter Milan (20), AC Milan (19) |
| Genoa             | 10              | Genoa (9), Sampdoria (1)        |
| Bologna           | 7               | Bologna (7)                     |
| Vercelli          | 7               | Pro Vercelli (7)                |
| Roma              | 5               | AS Roma (3), Lazio (2)          |
| Naples            | 4               | Napoli (4)                      |
| Florence          | 2               | Fiorentina (2)                  |
| Cagliari          | 1               | Cagliari (1)                    |
| Casale Monferrato | 1               | Casale (1)                      |
| Novi Ligure       | 1               | Novese (1)                      |
| Verona            | 1               | Hellas Verona (1)               |

### Theo vùng
| Vùng           | Số chức vô địch | Câu lạc bộ                                                          |
| -------------- | --------------- | ------------------------------------------------------------------- |
| Piedmont       | 52              | Juventus (36), Torino (7), Pro Vercelli (7), Casale (1), Novese (1) |
| Lombardy       | 39              | Inter Milan (20), AC Milan (19)                                     |
| Liguria        | 10              | Genoa (9), Sampdoria (1)                                            |
| Emilia-Romagna | 7               | Bologna (7)                                                         |
| Lazio          | 5               | AS Roma (3), Lazio (2)                                              |
| Campania       | 4               | Napoli (4)                                                          |
| Tuscany        | 2               | Fiorentina (2)                                                      |
| Sardinia       | 1               | Cagliari (1)                                                        |
| Veneto         | 1               | Hellas Verona (1)                                                   |

## Kỷ lục
In đậm chỉ cầu thủ vẫn đang thi đấu tại Serie A. In nghiêng chỉ cầu thủ đang thi đấu bên ngoài Serie A.

### Thi đấu nhiều nhất

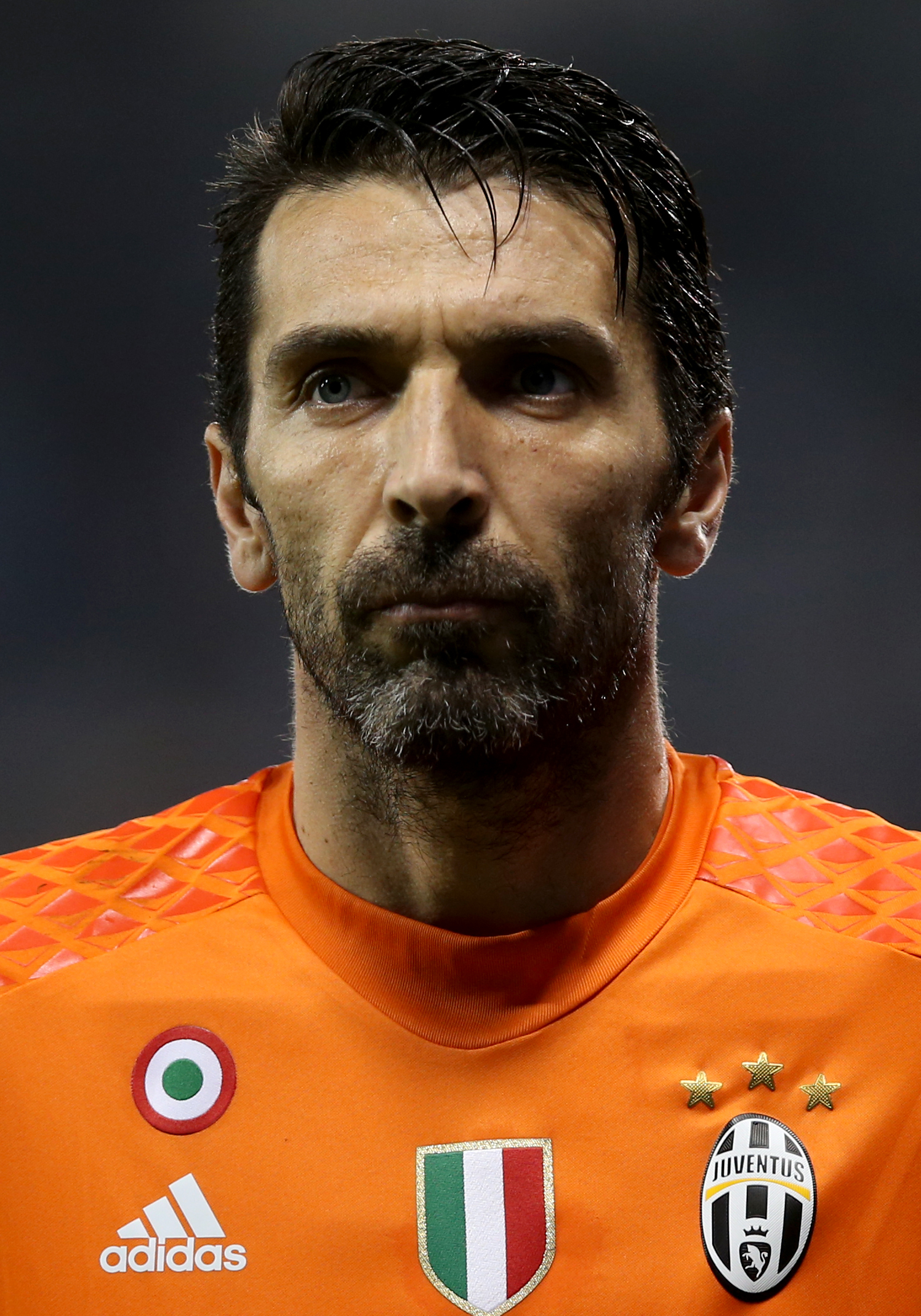
Gianluigi Buffon đang giữ kỷ lục 657 lần ra sân ở Serie A

Tính đến ngày 4/6/2023
| #  | Cầu thủ            | (Các) câu lạc bộ                                                   | Thời gian thi đấu             | Trận | Bàn |
| -- | ------------------ | ------------------------------------------------------------------ | ----------------------------- | ---- | --- |
| 1  | Gianluigi Buffon   | Parma, Juventus                                                    | 1995–2006 2007–2018 2019–2021 | 657  | 0   |
| 2  | Paolo Maldini      | AC Milan                                                           | 1984–2009                     | 647  | 29  |
| 3  | Francesco Totti    | AS Roma                                                            | 1992–2017                     | 619  | 250 |
| 4  | Javier Zanetti     | Inter Milan                                                        | 1995–2014                     | 615  | 12  |
| 5  | Gianluca Pagliuca  | Sampdoria, Inter Milan, Bologna, Ascoli                            | 1987–2005 2006–2007           | 592  | 0   |
| 6  | Dino Zoff          | Udinese, Mantova, Napoli, Juventus                                 | 1961–1983                     | 570  | 0   |
| 7  | Samir Handanović   | Treviso, Lazio, Udinese, Inter Milan                               | 2004–2006 2007–2023           | 566  | 0   |
| 8  | Pietro Vierchowod  | Como, Fiorentina, AS Roma, Sampdoria, Juventus, AC Milan, Piacenza | 1980–2000                     | 562  | 38  |
| 9  | Fabio Quagliarella | Torino, Ascoli, Sampdoria, Udinese, Napoli, Juventus               | 1999–2000 2001–2002 2005–2023 | 556  | 182 |
| 10 | Roberto Mancini    | Bologna, Sampdoria, Lazio                                          | 1981–2000                     | 541  | 156 |

### Ghi bàn nhiều nhất

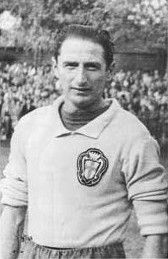
Silvio Piola là cầu thủ ghi nhiều bàn thắng nhất trong lịch sử Serie A với 274 bàn thắng

Tính đến ngày 26/5/2024
| #  | Cầu thủ              | (Các) câu lạc bộ                                                              | Thời gian thi đấu             | Bàn | Trận | Hiệu số |
| -- | -------------------- | ----------------------------------------------------------------------------- | ----------------------------- | --- | ---- | ------- |
| 1  | Silvio Piola         | Pro Vercelli, Lazio, Juventus, Novara                                         | 1929–1943 1946–1947 1948–1954 | 274 | 537  | 0,51    |
| 2  | Francesco Totti      | AS Roma                                                                       | 1992–2017                     | 250 | 619  | 0,4     |
| 3  | Gunnar Nordahl       | AC Milan, AS Roma                                                             | 1949–1958                     | 225 | 291  | 0,77    |
| 4  | Giuseppe Meazza      | Inter Milan, AC Milan, Juventus                                               | 1929–1943 1946–1947           | 216 | 367  | 0,59    |
| 4  | José Altafini        | AC Milan, Napoli, Juventus                                                    | 1958–1976                     | 216 | 459  | 0,47    |
| 6  | Antonio Di Natale    | Empoli, Udinese                                                               | 2002–2016                     | 209 | 445  | 0,47    |
| 7  | Roberto Baggio       | Fiorentina, Juventus, AC Milan, Bologna, Inter Milan, Brescia                 | 1985–2004                     | 205 | 452  | 0,45    |
| 8  | Ciro Immobile        | Juventus, Genoa, Torino, Lazio                                                | 2009–2010 2012–2014 2015–2024 | 201 | 353  | 0,57    |
| 9  | Kurt Hamrin          | Juventus, Padova, Fiorentina, AC Milan, Napoli                                | 1956–1971                     | 190 | 400  | 0,48    |
| 10 | Giuseppe Signori     | Foggia, Lazio, Sampdoria, Bologna                                             | 1991–2004                     | 188 | 344  | 0,55    |
| 10 | Alessandro Del Piero | Juventus                                                                      | 1993–2006 2007–2012           | 188 | 478  | 0,39    |
| 10 | Alberto Gilardino    | Piacenza, Hellas Verona, Parma, AC Milan, Fiorentina, Genoa, Bologna, Palermo | 1999–2017                     | 188 | 514  | 0,37    |

## Cầu thủ

### Cầu thủ ngoài EU
Không giống như La Liga áp đặt hạn ngạch về số lượng cầu thủ ngoài EU đối với mỗi câu lạc bộ, các câu lạc bộ Serie A có thể ký hợp đồng với số lượng cầu thủ ngoài EU nhiều nhất có thể khi chuyển nhượng trong nước.
Trong những năm 1980 và 1990, hầu hết các câu lạc bộ Serie A đã ký hợp đồng với một số lượng lớn cầu thủ từ các quốc gia nước ngoài (cả thành viên EU và ngoài EU). Những cầu thủ nước ngoài đáng chú ý chơi ở Serie A trong thời kỳ này bao gồm tuyển thủ Ireland Liam Brady, tuyển thủ Anh Paul Gascoigne và David Platt, Michel Platini và Laurent Blanc của Pháp, Lothar Matthäus và Jürgen Klinsmann từ Đức, những người Hà Lan Ruud Gullit và Dennis Bergkamp, và Diego Maradona của Argentina.
Nhưng kể từ mùa giải 2003–04, một hạn ngạch đã được áp dụng cho mỗi câu lạc bộ giới hạn số lượng cầu thủ không thuộc EU, không thuộc EFTA và không phải người Thụy Sĩ có thể ký hợp đồng từ nước ngoài mỗi mùa giải, sau các biện pháp tạm thời được giới thiệu vào mùa giải 2002–03, cho phép các câu lạc bộ Serie A và B chỉ ký hợp đồng với một cầu thủ không thuộc EU trong kỳ chuyển nhượng mùa hè 2002.
Vào giữa mùa giải 2000–01, hệ thống hạn ngạch cũ đã bị bãi bỏ, không còn giới hạn mỗi đội có nhiều hơn năm cầu thủ không thuộc EU và sử dụng không quá ba người trong mỗi trận đấu. Đồng thời với việc bãi bỏ hạn ngạch, FIGC đã điều tra những cầu thủ bóng đá sử dụng hộ chiếu giả. Alberto và Warley, Alejandro Da Silva và Jorginho Paulista của Udinese; Fábio Júnior và Gustavo Bartelt của Roma; Dida của Milan; Álvaro Recoba của Inter; Thomas Job, Francis Zé, Jean Ondoa của Sampdoria; và Jeda và Dede của Vicenza đều bị cấm vào tháng 7 năm 2001 trong khoảng thời gian từ sáu tháng đến một năm. Tuy nhiên, hầu hết các lệnh cấm sau đó đã được giảm bớt.
Số lượng cầu thủ không thuộc EU đã giảm từ 265 trong mùa giải 2002–03 xuống còn 166 trong mùa giải 2006–07. Nó cũng bao gồm những người chơi đã nhận được tư cách EU sau khi các quốc gia tương ứng của họ gia nhập EU (xem mở rộng năm 2004 và 2007), khiến những người chơi như Adrian Mutu, Valeri Bojinov, Marek Jankulovski và Marius Stankevičius là các cầu thủ EU.
Quy tắc đã trải qua những thay đổi nhỏ vào tháng 8 năm 2004, tháng 6 năm 2005, tháng 6 năm 2006, và tháng 6 năm 2007.
Kể từ mùa giải 2008–09, ba suất đã được trao cho các câu lạc bộ không có cầu thủ ngoài EU trong đội của họ (trước đây chỉ những câu lạc bộ mới thăng hạng mới có ba suất); các câu lạc bộ có một cầu thủ không thuộc EU có hai hạn ngạch. Những câu lạc bộ có hai cầu thủ không thuộc EU, được trao một hạn ngạch và một hạn ngạch có điều kiện, được trao sau khi: 1) Chuyển nhượng 1 cầu thủ không thuộc EU ra nước ngoài, hoặc 2) Thả 1 cầu thủ không thuộc EU dưới dạng cầu thủ tự do, hoặc 3) Một người chơi không thuộc EU đã nhận được quốc tịch EU. Các câu lạc bộ có ba cầu thủ không thuộc EU trở lên, có hai hạn ngạch có điều kiện, nhưng loại bỏ hai cầu thủ không thuộc EU dưới dạng đại lý tự do, sẽ chỉ có một hạn ngạch thay vì hai. Các câu lạc bộ Serie B và Lega Pro không thể ký hợp đồng với cầu thủ không thuộc EU từ nước ngoài, ngoại trừ những người theo dõi câu lạc bộ thăng hạng từ Serie D.
Các câu lạc bộ lớn có nhiều người nước ngoài thường mượn hạn ngạch từ các câu lạc bộ khác có ít người nước ngoài hoặc không có người nước ngoài để ký hợp đồng với nhiều cầu thủ ngoài EU hơn. Ví dụ: Adrian Mutu đã gia nhập Juventus từ Livorno vào năm 2005, vào thời điểm đó Romania chưa phải là thành viên của EU. Các ví dụ khác bao gồm Júlio César, Victor Obinna và Maxwell, những người đã lần lượt gia nhập Inter từ Chievo (hai trận đầu tiên) và Empoli.
Vào ngày 2 tháng 7 năm 2010, hạn ngạch có điều kiện ở trên đã giảm xuống còn một, mặc dù nếu một đội không có bất kỳ cầu thủ nào ngoài EU, đội đó vẫn có thể đăng ký tối đa ba cầu thủ ngoài EU. Năm 2011, hạn ngạch đăng ký trở lại thành hai.
Các câu lạc bộ lớn có nhiều cầu thủ nước ngoài thường mượn hạn ngạch từ các câu lạc bộ khác có ít cầu thủ nước ngoài hoặc không có cầu thủ nước ngoài để ký hợp đồng với nhiều cầu thủ không phải người EU hơn. Ví dụ, Adrian Mutu gia nhập Juventus thông qua Livorno vào năm 2005, vì vào thời điểm đó România không phải là thành viên của EU. Các ví dụ khác bao gồm Júlio César, Victor Obinna và Maxwell, những người đã gia nhập Inter từ Chievo (hai người đầu tiên) và Empoli.

### Cầu thủ cây nhà lá vườn
Serie A cũng áp đặt quy tắc cầu thủ Cây nhà lá vườn, một sửa đổi của Luật Cầu thủ cây nhà lá vườn của UEFA. Không giống UEFA, Ban đầu, Serie A không giới hạn số lượng cầu thủ trong đội hình chính là 25, nghĩa là câu lạc bộ có thể tuyển dụng nhiều người nước ngoài hơn bằng cách tăng quy mô đội hình. Tuy nhiên, giới hạn 25 (các cầu thủ dưới 21 tuổi bị loại trừ) đã được giới thiệu cho mùa giải 2015–16 (trong mùa giải 2015–16, đội chỉ cần 8 cầu thủ cây nhà lá vườn nhưng không yêu cầu 4 người trong số họ từ đội trẻ của chính họ). Trong mùa giải 2016–17, FIGC đã xử phạt Sassuolo vì xử phạt cầu thủ không đủ điều kiện, Antonino Ragusa. Mặc dù câu lạc bộ không vượt quá khả năng của 21 cầu thủ không thuộc đội trẻ của họ (chỉ Domenico Berardi đủ điều kiện là sản phẩm của đội trẻ) cũng như dưới 21 tuổi (sinh năm 1995 trở đi, của mà bốn người chơi đủ điều kiện) trong cuộc gọi 24 người đàn ông của họ. Có thông báo rằng bên Lega Serie A danh sách đội không được cập nhật.
Trong mùa giải 2015–16, hạn ngạch sau đã được công bố.
| Quy mô của đội một | Sản phẩm trẻ của câu lạc bộ + địa phương                  |
| ------------------ | --------------------------------------------------------- |
| ← 25               | tối thiểu 8 (tối đa 4 không thuộc đội trẻ của chính mình) |

### Cầu thủ xuất sắc nhất năm của FIFA
- Lothar Matthäus: 1991 (Inter Milan)
- Marco van Basten: 1992 (AC Milan)
- Roberto Baggio: 1993 (Juventus)
- George Weah: 1995 (AC Milan)
- Ronaldo: 1997, 2002 (Inter Milan)[note 5]
- Zinedine Zidane: 1998, 2000 (Juventus)
- Fabio Cannavaro: 2006 (Juventus)[note 6]
- Kaká: 2007 (AC Milan)

### Cầu thủ giành Quả bóng vàng Ballon d'Or
Danh sách các cầu thủ thi đấu ở Serie A đã từng giành giải thưởng Quả bóng vàng (Ballon d'Or) do tạp chí France Football trao:
- Omar Sivori: 1961 (Juventus)
- Gianni Rivera: 1969 (AC Milan)
- Paolo Rossi: 1982 (Juventus)
- Michel Platini: 1983, 1984, 1985 (Juventus)
- Marco van Basten: 1988, 1989, 1992 (AC Milan)
- Roberto Baggio: 1993 (Juventus)
- George Weah: 1995 (AC Milan)
- Ronaldo: 1997 (Inter Milan)
- Zinedine Zidane: 1998 (Juventus)
- Pavel Nedved: 2003 (Juventus)
- Andriy Shevchenko: 2004 (AC Milan)
- Fabio Cannavaro: 2006 (Juventus)
- Kaká: 2007 (AC Milan)